# Hugo Greebe
Hugo Greebe (Gorinchem, 4 september 1916 – Zutphen, 16 oktober 1992) was een Nederlands politicus van de PvdA.
Hij werd geboren als zoon van dr. C.A.A.J. Greebe (1868-1954) die rector van het gymnasium van Gorinchem was en later ook rector van het gymnasium van Alkmaar en rector van het Stedelijk Gymnasium in Groningen is geweest. Zelf is hij in 1942 afgestudeerd in de rechten en ging in die periode als volontair werken bij de Raad van Arbeid te Groningen. Later is hij enige tijd ondergedoken en rond 1944 vestigde hij zich als advocaat en procureur in Amsterdam. In augustus 1945 ging hij als adjunct-commies werken bij de gemeentesecretarie van Groningen. Greebe was daar intussen gepromoveerd tot commies voor hij in 1949 benoemd werd tot burgemeester van Zweeloo. In mei 1980 werd hem daar ontslag verleend. Eind 1992 overleed Greeve op 76-jarige leeftijd.